# Hawkgirl

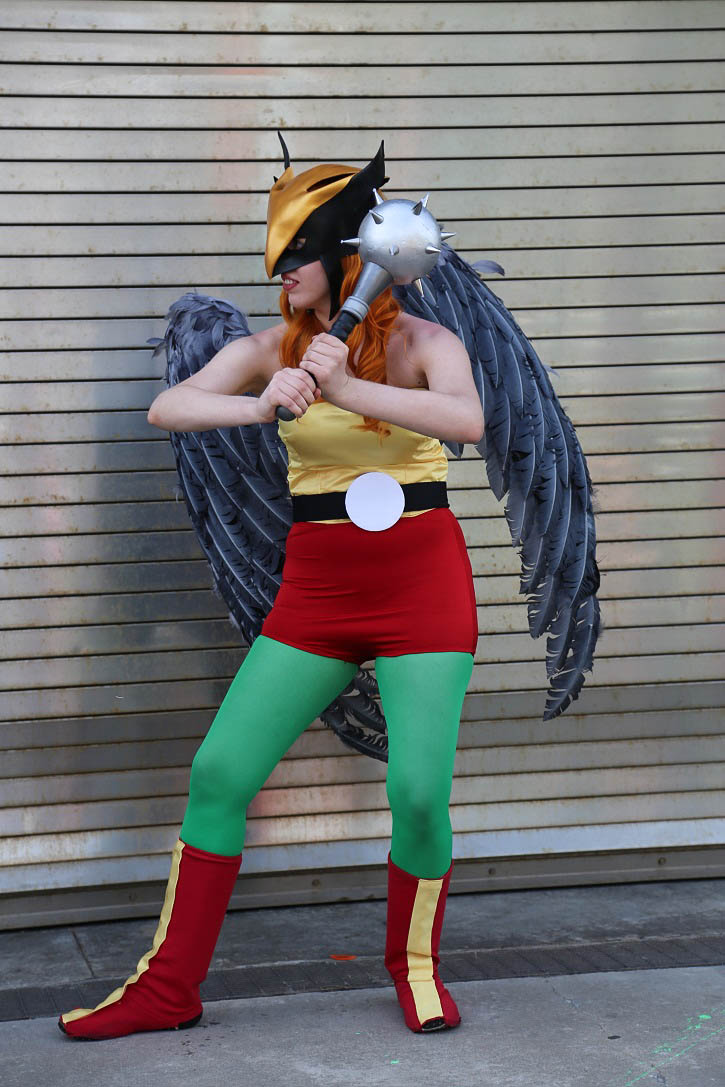
Cosplay Hawkgirl

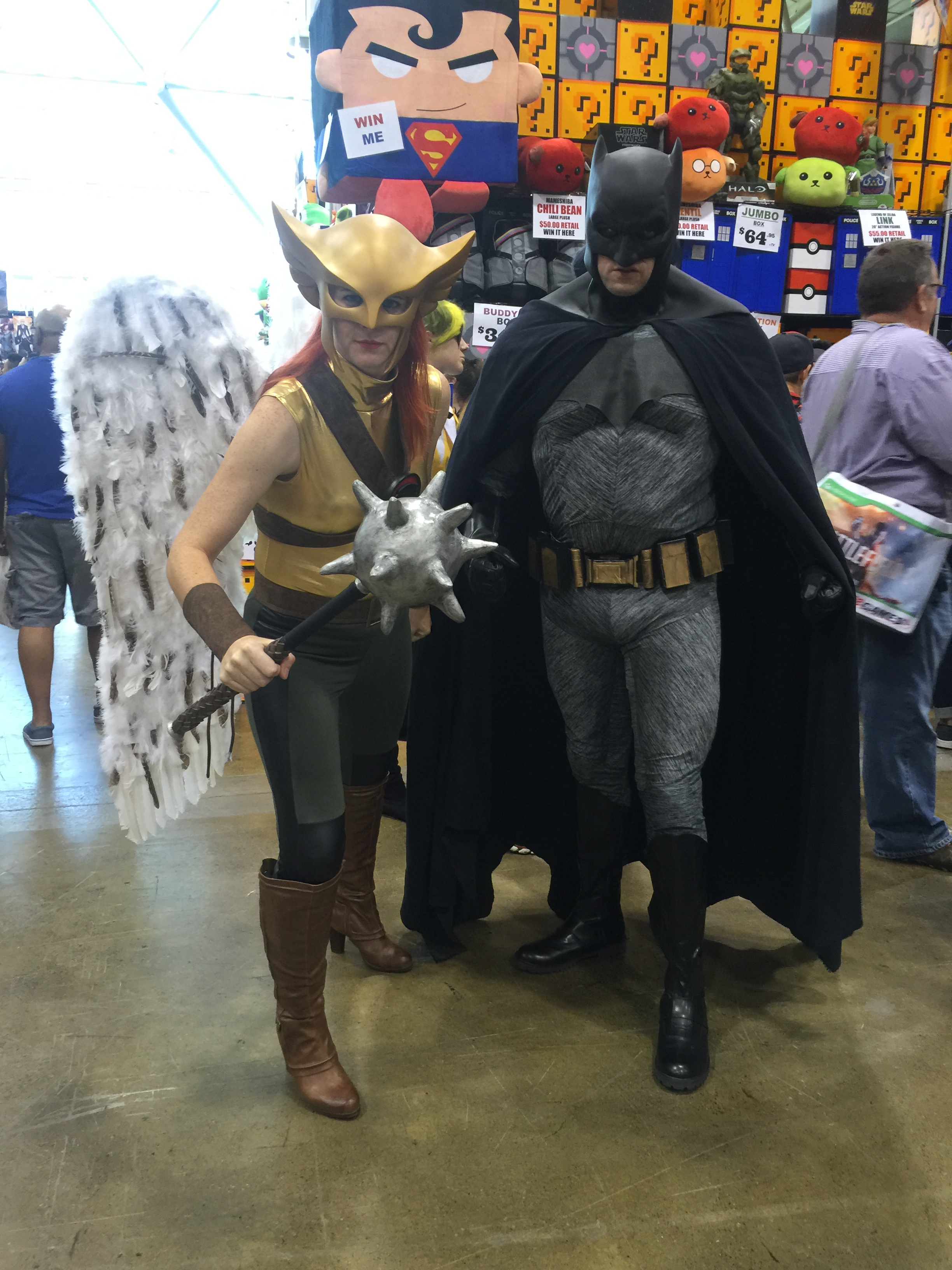
Hawkgirl i Batman na Fan Expo Canada

Hawkgirl jest to pseudonim kilku superbohaterek z komiksowego Universum DC. Postać ta jest jedną z pierwszych superbohaterek pojawiających się w przebraniu. Wszystkie są partnerkami, lub czasami małżonkami i kochankami, Hawkmana i mają wiele wspólnych cech z postacią Hawkwoman.

## Historia

### Złoty wiek
Shiera Sanders pojawiła się po raz pierwszy w Flash Comics # 1 jako wsparcie dla Hawkmana. Archeolog Carter Hall ma sen, że jest księciem starożytnego Egiptu, Khufu, który ma kochankę, Księżniczkę Chay-Ara. Następnego dnia, Carter spotyka kobietę imieniem Shiera, która wygląda dokładnie tak jak kobieta w jego śnie. Carter ujawnia tożsamość Hawkmana, po czym Shiera zostaje jego dziewczyną. Shiera pierwszy pojawia się w kostiumie w All Star Comics # 5 jako część Justice Society of America. Shiera posiada skrzydła zrobione z Nth metalu (specjalny rodzaj metalu dostępny na planecie Thanagar) opracowane przez Hawkmana i jest w stroju podobnym do tego jaki on posiada. Shiera nadal nosi kostium i skrzydła w późniejszych opowiadaniach, ostatecznie przyjmując tożsamość Hawkgirl.

### Srebrny wiek
Z powodu małej popularności superbohaterki w późnych latach czterdziestych, funkcja Hawkmana zakończyła się w ostatnim numerze Flasha w 1949 roku. Parę lat później DC Comics odrodziło bohatera i nadało mu nową historię. W Srebrnym Wieku Hawkman i Hawkgirl zostali żonatą parą funkcjonariuszy policji z planety Thanagar, którzy przybywają na Ziemię w celu badania technik policyjnych. Hawkgirl wprowadzono jako Shayerę Hol (fonetyczne identyczne jak Shiera Hall), u której pojawia się w kostium, identyczny jak w jej pierwszym wyglądzie. Mimo iż Hawkman przyłącza się do Ligi Sprawiedliwości Ameryki w Justice League of America # 31 w 1964 r., Hawkgirl nie zaoferowano członkostwa, ponieważ zasady Ligi Sprawiedliwości pozwalały przyjąć tylko dla jednego nowego członka. Kilka lat później, w 1977, Hawkgirl przystąpiła jednak do Ligi Sprawiedliwości. W 1981 zmieniła pseudonim na Hawkwoman.
Zgodnie z systematyką DC multiuniversum, w złotym wieku Hawkgirl żyła na Ziemi-Dwa, a w srebrnym wieku na Ziemi-Jeden.

### Wydarzenia po kryzysie
Po wydarzeniach z miniserii Crisis on Infinite Earths, Ziemia-Jeden i Ziemia-Dwa zostały połączone. W rezultacie, złotowieczni i srebrnowieczni Hawkman i Hawkgirl mieszkają na tej samej Ziemi.
W wyniku połączenia pojawiło się kilka błędów związanych z członkostwem Hawkgirl w Lidze Sprawiedliwych. Tłumaczono, że Hawkgirl ze srebrnego wieku jest Hawkgirl z wieku złotego. Jednak to nie wystarczyło, więc wprowadzono postać Sharon Parker, która zastępowała złotowieczną Hawkgirl, kiedy ta była uwięziona w innym wymiarze.
Po restarcie, Hawkgirl ze srebrnego wieku została nazwana Shayera Thal i nie była żoną Katara Hol, ale jedynie jego policyjną partnerką. Shayera przyjmuje pseudonim Hawkwoman od początku swojej kariery i nigdy nie używa nazwy Hawkgirl. Hawkgirl ze złotego wieku ostatecznie wróciła z innego wymiaru, ale zginęła w miniserii Zero Hour, gdzie jest ona połączona z Katarem Hol oraz złotowiecznym Hawkmanem w Hawkgod.
Nowa Hawkgirl została wprowadzona w 1999 roku po ożywieniu miesięcznika JSA. Nową Hawkgirl jest Kendra Saunders, wnuczka złotowiecznej kuzynki Hawkgirl, Speed Saunders. Hawkgirl pojawia się regularnie w comiesięcznych wydaniach JSA, a później w miesięczniku Hawkman. W 2006 r. seria Hawkman została zmieniona na Hawkgirl począwszy od 50 numeru.

### Flashpoint
Hawkgirl w tej wersji została jedną z Amazońskich Furii. Widziana była podczas próby zabicia członka ruchu oporu, Lois Lane. Ginie z rąk Dr. Zoom, który wbija jej nóż w klatkę piersiową.

### New 52
Hawkgirl wkrótce powróci jako Kendra Saunders z Ziemi-2

## Moce i zdolności
Hawkgirl zawdzięcza swoje umiejętności dzięki metalowi Nth z jej rodzinnej planety Thanagar. Daje on Hawkgirl moc supersiły, latania, ostrzejszego widzenia i wzmacnia zdolność regeneracji.
Jako broń preferuje ona głównie włócznie i korbacze. Również została przedstawiona za pomocą mieczy, osi, młotów, tarczy i innych broni podręcznych.

## Inne media

### Super Przyjaciele
Hawkgirl pojawia się w kilku odcinkach Super Friends razem z mężem Hawkmanem.

### Justice League/Justice League Unlimited
Postać Shayery Hol pojawiła się w animowanej serii Liga Sprawiedliwych na Cartoon Network. Jest ona oparta na srebrnowiecznej Hawkgirl. Jej osobowość została całkowicie przeprojektowana na potrzeby serii przez producentów, którzy chcieli, aby druga kobieta dołączyła do zespołu (na miejsce Aquamana), aby uwidocznić kontrast z Wonder Woman. Chociaż Black Canary jest tradycyjnie bardziej związana z Ligą Sprawiedliwości, producenci woleli mieć Sokolicę. Skrzydła Hawkgirl są organiczne i posiada ona buławę z Nth metalu, która zakłóca siły magiczne.
W odcinku Secret Origin zostaje zwerbowana przez Martiana Manhuntera do obrony Ziemi przed inwazją. Z tak powstałego zespołu formuje się Liga Sprawiedliwych. Dla reszty Ligi Shayera była tajemniczą kobietą z anielskimi skrzydłami, pochodzącą z innego świata. Jak twierdziła, na Ziemię została wysłana poprzez tajemnicze promienie, których użyli na niej przestępcy, których chciała schwytać.
Przez całą serię Shayera buduje relacje z Zieloną Latarnią/Johnem Stewartem. W dwuczęściowym odcinku Dzikie karty John omal nie zostaje zabity chroniąc Shayerę. Ta przywraca go do życia dzięki swojej buławie. Później na wieży John i Shayera wyznają sobie uczucie. Ta zdejmuje maskę, dzięki czemu po raz pierwszy możemy zobaczyć jej twarz.
W drugim sezonie w trzech finałowych odcinkach "Starcrossed", Shayera ujawnia się jako oficer sił zbrojnych jej planety, pracująca jako tajny wysłannik na Ziemi. Pracuje, aby pomóc Thanagarianom w mobilizacji Ziemi, aby chronić Ziemię przed Gordianami-śmiertelnymi wrogami Thanagarian. Jest także połączona uczuciem ze swoim dowódcą i narzeczonym Hro Talak (ten anagram to nazwa srebrnowiecznego Hawkmana Katara Hola), co powoduje niewygodne tarcia w jej związku z Johnem.
Jednak prawdziwym zamiarem Thanagarian "jest przekształcenie Ziemi w ostatnie ogniwo w hyperprzestrzeni, które zniszczy Ziemię, lecz umożliwi Thanagarianom zadanie śmiertelnego ciosu Gordanianom". Gdy Shayera dowiaduje się o tym planie i zdradzie w stosunku do ludzi, informuje o wszystkim Ligę Sprawiedliwych. Siły Thanagarian zostają ostatecznie pokonane przez Ligę, a ci są zmuszeni do opuszczenia Ziemi, zaś Shayerę pozostawiają jako zdrajczynię.
Pozostałych sześciu członków Ligi musi podjąć decyzję o dalszych losach Shayery w zespole, ale zanim mówią jej o wynikach głosowania, ta informuje, że rezygnuje z Ligi i odchodzi. Zamieszkuje z Dr Fatum i jego żoną Inzą w wieży-twierdzy, chcąc zdecydować, co zrobić ze swoim życiem.
W odcinku Obudzić śmierć, pomaga walczyć z Solomonem Grundym, którego uważa za przyjaciela. Po tym zdarzeniu wraca do Ligi, ale mija trochę czasu zanim zostanie prawidłowo przyjęta wśród jej członków, w szczególności przez Wonder Woman i Batmana. Decyduje się ubierać w proste cywilne ubranie, w przeciwieństwie do jej poprzednich, bardziej militarnych kostiumów.
Nie ma szansy na odrodzenie związku Shayery i Green Lanterna (który jest w związku z inną członkinią Ligi - Vixen), więc w chwili obecnej decydują się być przyjaciółmi. W dwóch częściach odcinkach "The Once And Future Thing", John Stewart podróżuje do przyszłości i odkrywa, że superbohater Warhawk, Rex Stewart, to syn jego i Shayery. John nie dzieli się tą wiedzą z Shayerą aż do konfrontacji z Carterem Hallem, Hawkmanem.
Shayera okazuje również silną przyjaźń z Flashem, co pokazano kilkakrotnie w obu seriach JL i JLU. Flash okazuje to zwykle w siostrzany sposób, włączając moment, gdy jako pierwszy się do niej przytulił po jej decyzji o dymisji. W JLU w epizodzie "Jestem legionem", Flash mówi "She loves me. She's like the big sister I never had. Only, you know... short."

### Smallville
- W filmie telewizyjnym Absolute Justice, Hawkgirl jako członkini Justice Society of America znajdzie się na obrazie przedstawiającym członków grupy. Znajdziemy też wiele nawiązań i dowiemy się również gdzie znajduje się obecnie[1].
- W drugim odcinku 10 sezonu widzimy Shayerę we wspomnieniach Cartela Halla. Zagrała ją Sarah Biniaz[2]
- W odcinku "Icarus", gdy Hawkman zostaje zabity przez Slade'a Wilsona, zostaje on pogrzebany w egipskim grobowcu obok ciała swojej żony.

### Justice League: Crisis on Two Earths
Zła wersja Hawkgirl, zwana jako Angelique pojawia się jako członek Crime Sindicate of America. Zostaje ona zabita już w pierwszych minutach filmu przez Jestera, bohaterską wersję Jokera.

## Gry video
- Hawkgirl jest grywalną postacią w grach na Game Boy Advance Justice League: Injustice for All oraz Justice League: Chronicles
- Hawkgirl jest również grywalną postacią w grze Justice League Heroes. Jej głosem mówi Collette Whittaker. Po odblokowaniu postaci, jej profil jest ukazany jako Kendra
- Hawkgirl pojawiła się w DC Universe Online, gdzie przemówiła głosem Lany Lesley. Jest wersją Kendry Saunders.
- Hawkgirl jest grywalną postacią w Lego Batman 2: DC Superheroes
- Hawkgirl jest jedną z dostępnych postaci w bijatyce Injustice: Gods Amogs Us, głosu użyczyła jej Jennifer Hale.